# 존 웨슬리 하딘

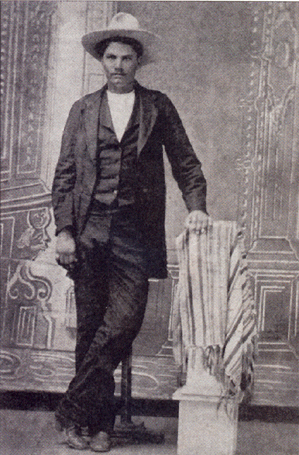

존 웨슬리 하딘 시니어(John Wesley Hardin, Sr., 1853년 5월 26일 ~ 1895년 8월 19일)는 미국의 무법자, 총잡이로 서부 개척 시대의 논쟁적인 아이콘이다. 하딘은 어려서부터 법을 어기고 살았으며, 재건 시대 내내 지역 법집행기관 및 연방정부 군대의 추적을 받았다. 하딘은 또다른 유명한 총잡이 와일드 빌 히콕과 최소 한 번 이상 만난 적이 있다고 한다.
하딘은 1878년 체포되어 감옥으로 갔다. 하딘은 자신이 42명을 죽였다고 주장했으나 당시 신문에는 27명을 죽였다고 보도되어 있었다. 옥중에서 하딘은 자서전을 쓰고 법학을 공부했다. 1894년 석방되었으나 이듬해 8월 텍사스주 엘파소의 살롱에서 존 셀먼 시니어에게 사살되었다.